# Александров Юрій Васильович
Юрій Васильович Александров (рос. Юрий Васильевич Александров; 13 жовтня 1963 — пом. 1 січня 2013) — радянський професійний боксер, чемпіон світу та Європи серед аматорів.
Заслужений майстер спорту СРСР (1982).

## Аматорська кар'єра
На Кубку світу 1981 в найлегшій вазі програв у півфіналі Омару Сантіестебану (Куба).
На чемпіонаті світу 1982 у віці 18 років став чемпіоном.
- В 1/8 фіналу переміг Ньямагуїна Нарантуя (Монголія) — KO 2
- У чвертьфіналі переміг Любишу Сімича (Югославія) — 5-0
- У півфіналі переміг Хесуса Пул (Венесуела) — 5-0
- У фіналі переміг Майкла Коллінза (США) — 4-1

Александров став наймолодшим чемпіоном світу з боксу в історії СРСР. Того ж року вперше став чемпіоном СРСР.
На чемпіонаті Європи 1983 став чемпіоном в легшій вазі.
- В 1/8 фіналу переміг Томаса Тобіна (Ірландія) — RSC 2
- У чвертьфіналі переміг Костадіна Георгієва (Болгарія) — 4-1
- У півфіналі переміг Павела Мадуру (Чехословаччина) — 5-0
- У фіналі переміг Самі Бузолі (Югославія) — 5-0

На Кубку світу 1983 здобув перемоги над Джессі Бенавідесом (США) та Самі Бузолі (Югославія), а у півфіналі програв Мауріціо Стекка (Італія).
Через бойкот Олімпійських ігор 1984 представниками з соціалістичних країн пропустив Олімпіаду 1984 і завоював срібну медаль на альтернативних змаганнях Дружба-84, програвши у фіналі Рамону Ледон (Куба).
На чемпіонаті світу 1986 завоював бронзову медаль.
- В 1/8 фіналу переміг Любишу Сімича (Югославія) — 4-1
- У чвертьфіналі переміг Акеема Аніфовоше (Нігерія) — 5-0
- У півфіналі програв Рене Брайтбарту (НДР) — 0-5

На чемпіонаті Європи 1987 завоював срібну медаль.
- В 1/8 фіналу переміг Хуліо Гомеса (Іспанія) — 5-0
- У чвертьфіналі переміг Вахдеттіна Ішсевера (Туреччина) — RSC 2
- У півфіналі переміг Джиммі Маянджа (Швеція) — 5-0
- У фіналі програв Александру Христову (Болгарія) — 0-5

## Професіональна кар'єра
1989 року під час Перебудови одним з перших серед радянських боксерів продовжив кар'єру на професійному рингу. Провів п'ять боїв, в яких зазнав трьоох поразок, і завершив кар'єру.